# Orangenblume

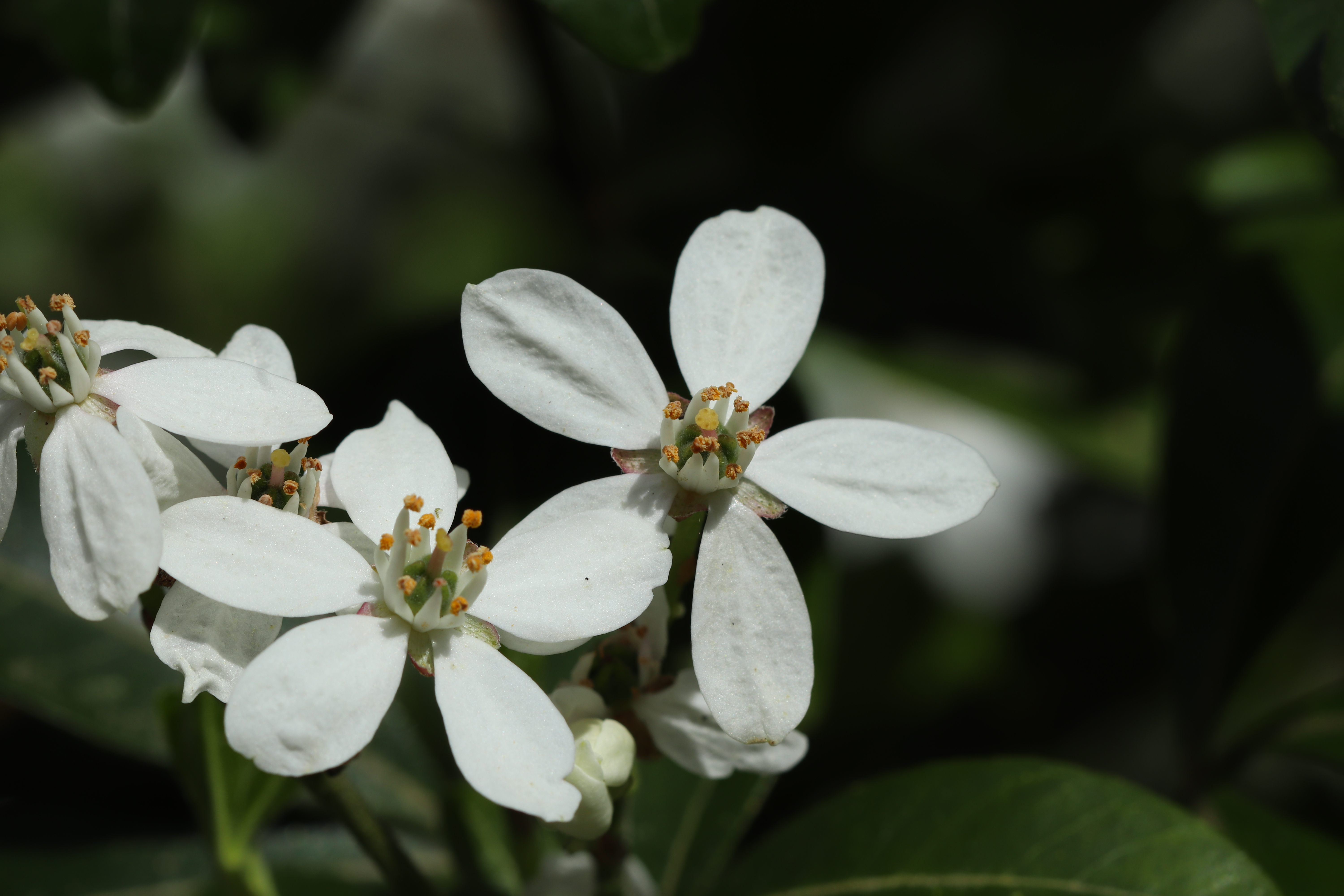
Blüten

Die Orangenblume (Choisya ternata) ist eine Pflanzenart in der Familie der Rautengewächse aus Mexiko.

## Beschreibung
Die Orangenblume wächst als aromatischer, immergrüner Strauch bis etwa 2,5 Meter hoch oder manchmal auch nur als Zwergstrauch.
Die gegenständigen und gestielten Laubblätter sind meist dreizählig. Der rinnige, leicht behaarte Blattstiel ist bis 5 Zentimeter lang. Die ledrigen, ganzrandigen, meist abgerundeten bis stumpfen, selten eingebuchteten, verkehrt-eiförmigen bis elliptischen Blättchen sind bis 7,5 Zentimeter lang, die seitlichen sind sitzend, das Endblättchen ist kurz gestielt bis sitzend. Die Blättchen sind unterseits heller, leicht drüsig und fast kahl bis auf der Mittelader oder unterseits auf den Adern schwach feinborstig.
Es werden end- oder achselständige, kurze, dichte und wenigblütige, fein behaarte Schirmrispen an den Zweigenden gebildet. Die duftenden, weißen und gestielten, zwittrigen Blüten sind meist fünfzählig mit doppelter Blütenhülle. Die kleinen, außen drüsigen und bewimperten, eiförmigen Kelchblätter sind meist früh abfallend. Die ausladenden, elliptischen bis verkehrt-eiförmigen Kronblätter sind 1–2 Zentimeter lang. Es sind 10 kurze Staubblätter vorhanden, abwechselnd innen 5 kürzere und außen 5 längere. Die Staubfäden sind unterseits flach und oben kurz, dünn, schlank. Der tief gelappte, fünfteilige und dicht behaarte, an der Spitze kahle Fruchtknoten, aus 5 kurz gehörnten Fruchtblättern, ist oberständig mit kurzem, gerilltem Griffel und gelappter Narbe. Es ist ein Diskus vorhanden.
Es werden kleine, kapselförmige Sammelbalgfrüchte gebildet, mit zwei bis fünf, ein- bis zweisamigen, leicht behaarten, ledrigen, drüsigen, etwa 5 Millimeter langen, purpurnen Balgfrüchten. Das Endokarp ist hornartig und löst sich leicht vom Meso-, Exokarp ab. Es werden nur selten Früchte gebildet.

## Verwendung
Die Pflanze wird gerne als Zierpflanze genutzt, sie eignet sich auch als Zimmer- bzw. Kübelpflanze. Es sind verschiedene Kultivare erhältlich.